# Мелвілл (Нью-Йорк)
Мелвілл (англ. Melville) — переписна місцевість (CDP) в США, в окрузі Саффолк штату Нью-Йорк. Населення — 19 284 особи (2020).

## Географія
Мелвілл розташований за координатами 40°46′59″ пн. ш. 73°24′20″ зх. д. / 40.78306° пн. ш. 73.40556° зх. д. (40.783021, -73.405619).  За даними Бюро перепису населення США в 2010 році переписна місцевість мала площу 31,30 км², з яких 31,30 км² — суходіл та 0,00 км² — водойми.

### Клімат
| Клімат : Мелвілл          | Клімат : Мелвілл | Клімат : Мелвілл | Клімат : Мелвілл | Клімат : Мелвілл | Клімат : Мелвілл | Клімат : Мелвілл | Клімат : Мелвілл | Клімат : Мелвілл | Клімат : Мелвілл | Клімат : Мелвілл | Клімат : Мелвілл | Клімат : Мелвілл | Клімат : Мелвілл |
| Показник                  | Січ.             | Лют.             | Бер.             | Квіт.            | Трав.            | Черв.            | Лип.             | Серп.            | Вер.             | Жовт.            | Лист.            | Груд.            | Рік              |
| Абсолютний максимум, °C   | 20,6             | 19,4             | 27,8             | 34,4             | 36,7             | 35,6             | 40,0             | 38,9             | 33,9             | 31,1             | 25,6             | 25,0             | 38,9             |
| Середній максимум, °C     | 3,9              | 5,0              | 8,9              | 14,4             | 20,0             | 25,0             | 28,9             | 28,3             | 24,4             | 17,8             | 12,2             | 6,7              | 16,1             |
| Середній мінімум, °C      | −3,3             | −2,8             | 1,1              | 5,0              | 10,0             | 15,6             | 18,9             | 18,3             | 14,4             | 7,8              | 2,8              | −2,2             | 6,7              |
| Абсолютний мінімум, °C    | −21,7            | −17,2            | −15              | −5               | 0,0              | 5,6              | 10,0             | 7,2              | 3,3              | −2,2             | −11,7            | −15              | −21,7            |
| Норма опадів, мм          | 92               | 80               | 114              | 103              | 98               | 103              | 89               | 104              | 91               | 98               | 93               | 102              | 1168             |
| ------------------------- | ---------------- | ---------------- | ---------------- | ---------------- | ---------------- | ---------------- | ---------------- | ---------------- | ---------------- | ---------------- | ---------------- | ---------------- | ---------------- |
| Джерело: NOAA (1984-2010) |                  |                  |                  |                  |                  |                  |                  |                  |                  |                  |                  |                  |                  |

## Демографія
Згідно з переписом 2010 року, у переписній місцевості мешкало 18 985 осіб у 6908 домогосподарствах у складі 5181 родини. Густота населення становила 606 осіб/км².  Було 7194 помешкання (230/км²).
Расовий склад населення:
| - 86,6 % — білих - 7,2 % — азіатів - 3,4 % — чорних або афроамериканців - 0,1 % — корінних американців - 1,0 % — осіб інших рас |

До двох чи більше рас належало 1,6 %. Частка іспаномовних становила 5,0 % від усіх жителів.
За віковим діапазоном населення розподілялося таким чином: 23,4 % — особи молодші 18 років, 53,9 % — особи у віці 18—64 років, 22,7 % — особи у віці 65 років та старші. Медіана віку мешканця становила 45,5 року. На 100 осіб жіночої статі у переписній місцевості припадало 89,9 чоловіків;  на 100 жінок у віці від 18 років та старших — 85,2 чоловіків також старших 18 років.
Середній дохід на одне домашнє господарство  становив 172 801 долар США (медіана — 121 376), а середній дохід на одну сім'ю — 200 810 доларів (медіана — 147 361). Медіана доходів становила 132 574 долари для чоловіків та 66 512 долари для жінок. За межею бідності перебувало 4,4 % осіб, у тому числі 4,1 % дітей у віці до 18 років та 7,0 % осіб у віці 65 років та старших.
Цивільне працевлаштоване населення становило 8651 особа. Основні галузі зайнятості: освіта, охорона здоров'я та соціальна допомога — 27,2 %, науковці, спеціалісти, менеджери — 15,6 %, фінанси, страхування та нерухомість — 14,7 %.